# Josep Bonich i Capdevila
Josep Bonich i Capdevila   (Viladecans, 12 de novembre de 1914 - Viladecans, 16 de juliol de 1936) fou un futbolista català de la dècada de 1930.
Jugava de davanter centre. Començà a destacar al FC Santboià l'any 1934, on es mostrà com un bon golejador. La temporada 1935-36 jugà al RCD Espanyol, on compaginà l'equip reserva amb el primer equip, jugant amb aquest darrer 5 partits oficials. A mitja temporada va ser cedit al Vic FC. La seva carrera va quedar truncada tràgicament quan va morir ofegat el juliol de 1936 mentre es banyava a Viladecans, juntament amb el jugador del Gavà, Baldiri Vila, qui va intentar salvar-lo.